# ダレン・エマーソン
ダレン・エマーソン（Darren Emerson、1971年4月30日 - ）は、イギリスのミュージシャン、DJ。主にテクノ、ハウスが中心。

## 経歴
16歳の時にDJ活動を開始し、後に銀行で働きながらクラブでDJプレイを続け、クラブシーンで評判を呼ぶ。
1991年にアンダーワールドに加入。制作中のアンダーワールドのトラックをクラブでスピンし、スタジオとクラブのダンスフロアを繋ぐ架け橋として、アンダーワールドがテクノシーンのグループになることに大きく貢献した。アンダーワールド自体は1986年に結成され、エマーソン加入以前にもアルバムはリリースしていた。だが、エマーソン加入以前はグループの音楽方向性が現在と違うこともあって、エマーソン加入後の初アルバム(通算は3枚目アルバム)「dubnobasswithmyheadman」がグループの実質初アルバムであると、グループのメンバーであるカール・ハイドは語っている。
2000年にDJ活動に専念するためにグループを脱退。以降ソロ活動、他アーティストとのコラボを中心とした音楽活動を始める。またアンダーワールドで活動中の1994年に立ち上げた自身のレコードレーベル、Underwaterの活動ペースを上げ、レーベルからリリースされたTim DeluxeやGus Gus、Sharam Jeyの作品はベストセラーを記録した。
「Born Slippy Nuxx」、「Rez」、「Cowgirl」、「Dark and Long」などのアンダーワールドのトラックを現在でもよくスピンし、フロアを大いに盛り上げるが、いずれの曲も作曲クレジットにエマーソンの名は無い(リック・スミス&カール・ハイド作曲)。